# Phare de Ponta de São Jorge
Le phare de Ponta de São Jorge est un phare situé dans la freguesia de São Jorge de la municipalité de Santana sur l'île de Madère (Archipel de Madère - Portugal).
Il est géré par l'autorité maritime nationale du Portugal à Oeiras (Grand Lisbonne) .

## Histoire
Le phare est érigé sur Ponta de São Jorge, au nord de l'île de Madère. Il a été mis en chantier en 1948 et il est entré en service le 12 avril 1959. Sa structure est composée d'une tour cylindrique en béton non peint, avec galerie et lanterne au dôme rouge, de 14 m de haut, attenant à un petit bâtiment technique. Initialement, il était équipé d'une optique dioptrique à tambour, de 3e ordre, d'une distance focale de 500 mm, avec une source lumineuse à incandescence alimentée gaz.
En 1962, le phare a été relié au réseau de distribution électrique et a reçu un nouvel équipement mixte gaz/électricité. Le phare a été automatisé en 1986 avec une lampe à ampoule halogène de 12 V. En 1995, il a été procédé à un nouveau remodelage, en installant un système avec des lampes halogènes de 12 V/ 100 W qui lui donnent une portée lumineuse de 15 milles.
Identifiant : ARLHS : MAD008 ; PT-660 - Amirauté : D2755 - NGA : 23744 .
|                                 |
| Le phare sur Ponta de São Jorge |

|                    |
| Ponta de São Jorge |

### Lien connexe
- Liste des phares de Madère